# FC Noroc Nimoreni
Le Fotbal Club Noroc Nimoreni est un club moldave de football féminin basé à Nimoreni.

## Histoire
Le club inaugure son palmarès en 2012 avec deux titres : le FC Noroc est sacré champion de Moldavie et remporte la finale de la Coupe de Moldavie, battant le SS Balti sur le score de 10-1.

## Palmarès
- Championnat de Moldavie :
  - Champion : 2012, 2015 et 2017
- Coupe de Moldavie  :
  - Vainqueur : 2012, 2014 et 2016
  - Finaliste : 2015